# 兼勤駐在官事務所
兼勤駐在官事務所（けんきんちゅうざいかんじむしょ）は、日本国大使館の出先機関として設置されている駐在官事務所である。既存の大使館の一部館員が被兼轄国に常駐する形をとり、所用の事務処理を行うために設けられる。外交儀礼上は単に「大使館」と名乗っており、兼勤駐在官事務所に相当する外国語の正式名称は存在しない。接受国の側から見ると、特命全権大使が一度も常駐したことのない日本国大使館となる。

## 日本が設置している兼勤駐在官事務所
2025年1月時点で、日本は世界3ヶ国に兼勤駐在官事務所を設置している。
| 接受国   | 名称                       | 開設         |
| -------- | -------------------------- | ------------ |
| コソボ   | 在コソボ兼勤駐在官事務所   | 2020年に新設 |
| ベリーズ | 在ベリーズ兼勤駐在官事務所 | 2019年に新設 |
| マルタ   | 在マルタ兼勤駐在官事務所   | 2024年に新設 |

加えて、大使館に昇格した兼勤駐在官事務所は以下の通りである。
| 接受国                   | 名称                                       | 開設                                       |
| ------------------------ | ------------------------------------------ | ------------------------------------------ |
| アイスランド             | 在アイスランド兼勤駐在官事務所             | 2014年に大使館へ昇格                       |
| エストニア               | 在エストニア兼勤駐在官事務所               | 2010年に大使館へ昇格                       |
| エリトリア               | 在エリトリア兼勤駐在官事務所               | 2025年に大使館へ昇格                       |
| キルギス                 | 在キルギス兼勤駐在官事務所                 | 2010年に大使館へ昇格                       |
| サモア                   | 在サモア兼勤駐在官事務所                   | 2017年に大使館へ昇格                       |
| ジブチ                   | 在ジブチ兼勤駐在官事務所                   | 2010年に大使館へ昇格                       |
| ジャマイカ               | 在ジャマイカ兼勤駐在官事務所               | 1995年に大使館へ昇格                       |
| セーシェル               | 在セーシェル兼勤駐在官事務所               | 2024年に大使館へ昇格                       |
| ソロモン諸島             | 在ソロモン諸島兼勤駐在官事務所             | 2016年に大使館へ昇格                       |
| タジキスタン             | 在タジキスタン兼勤駐在官事務所             | 2016年に大使館へ昇格                       |
| トリニダード・トバゴ     | 在トリニダード・トバゴ兼勤駐在官事務所     | 1979年に大使館へ昇格                       |
| トルクメニスタン         | 在トルクメニスタン兼勤駐在官事務所         | 2016年に大使館へ昇格                       |
| ハイチ                   | 在ハイチ兼勤駐在官事務所                   | 2021年に大使館へ昇格                       |
| バヌアツ                 | 在バヌアツ兼勤駐在官事務所                 | 2020年に大使館へ昇格                       |
| パラオ                   | 在パラオ兼勤駐在官事務所                   | 2010年に大使館へ昇格                       |
| ベラルーシ               | 在ベラルーシ兼勤駐在官事務所               | 2019年に大使館へ昇格                       |
| ボスニア・ヘルツェゴビナ | 在ボスニア・ヘルツェゴビナ兼勤駐在官事務所 | 2008年に大使館へ昇格                       |
| マーシャル諸島           | 在マーシャル諸島兼勤駐在官事務所           | 2015年に大使館へ昇格                       |
| ミクロネシア連邦         | 在ミクロネシア連邦兼勤駐在官事務所         | 2008年に大使館へ昇格                       |
| モザンビーク             | 在モザンビーク兼勤駐在官事務所             | 1995年に閉鎖された後、2000年に大使館を設置 |

## 日本に設置されている事実上の兼勤駐在官事務所
特命全権大使が一度も東京に常駐したことのない駐日大使館は、事実上、兼勤駐在官事務所に相当する。なお、事実上の兼勤駐在官事務所のまま閉鎖されたものもある。
| 派遣国   | 名称               | 開設       | 閉鎖       | 臨時代理大使                                                          | 役職       | 任務開始日     |
| -------- | ------------------ | ---------- | ---------- | --------------------------------------------------------------------- | ---------- | -------------- |
| トーゴ   | 駐日トーゴ大使館   | 2010年10月 | （運営中） | ドジヴィ・エヴァ・ケケリ・ムヴィ （ムヴィ・ドジヴィ・エヴァ・ケケリ） | 一等参事官 | 2022年11月25日 |
| ベリーズ | 駐日ベリーズ大使館 | 2001年8月  | 2021年10月 | -                                                                     | -          | -              |